# Katsumi Yamada
Katsumi Yamada (jap. 山田勝巳 Yamada Katsumi; ur. 6 czerwca 1905 w Sapporo, zm. 1970) – japoński narciarz. Olimpijczyk z 1932.
Znalazł się w składzie reprezentacji Japonii na Zimowe Igrzyska Olimpijskie 1932 w Lake Placid. W konkursie skoczków narciarskich, po skokach na odległość 57 i 51,5 metrów zajął 32. pozycję, ostatnią spośród wszystkich sklasyfikowanych zawodników, doznając upadków przy obu próbach. W rywalizacji kombinatorów norweskich także uplasował się na 32. lokacie, wyprzedzając tylko jednego sklasyfikowanego rywala, Austriaka Gregora Hölla, uzyskując 29. czas biegu i 31. rezultat skoków. Ponadto był również zgłoszony do rywalizacji biegaczy narciarskich, jednak, mimo pojawienia się na listach startowych, nie stanął na starcie zarówno biegu na 18 kilometrów, jak i biegu na 50 kilometrów.
Yamada był związany z Uniwersytetem Hokkaido.

## Skoki narciarskie

### Zimowe igrzyska olimpijskie

#### Indywidualnie
| 1932 Lake Placid | – | 32. miejsce |

## Kombinacja norweska

### Zimowe igrzyska olimpijskie

#### Indywidualnie
| 1932 Lake Placid | – | 32. miejsce |